# Okręg l’Haÿ-les-Roses
Okręg L’Haÿ-les-Roses (fr. Arrondissement de L’Haÿ-les-Roses) – okręg w północnej Francji. Populacja wynosi 237 tysięcy.

## Podział administracyjny
W skład okręgu wchodzą następujące kantony:
- Arcueil,
- Cachan,
- Chevilly-Larue,
- Fresnes,
- L’Haÿ-les-Roses,
- Kremlin-Bicêtre,
- Thiais,
- Villejuif-Est,
- Villejuif-Ouest.